# 12321 Zurakowski
12321 Zurakowski este un asteroid din centura principală de asteroizi.

## Descriere
12321 Zurakowski este un asteroid din centura principală de asteroizi. A fost descoperit pe 4 august 1992 la Observatorul Palomar de Henry E. Holt. Asteroidul prezintă o orbită caracterizată de o semiaxă mare de 2,22 ua, o excentricitate de 0,22 și o înclinație de 4,9° în raport cu ecliptica.